# کبک عربی
کبک عربی (نام علمی: Alectoris melanocephala) نام یک گونه از سرده کبک‌های صخره، و بومی جنوب شبه‌جزیره عربستان (جنوب عربستان سعودی، یمن، عمان) و جنوب شرق و غرب بنگلادش زندگی میکنند است. دو زیرگونه از این کبک شناخته شده است: A. m. melanocephala و A. m. guichardi.
گاه دورگه‌های این پرنده با کبک فیلبی (Alectoris philbyi) و همچنین کبک صخره (Alectoris graeca) دیده می‌شود.
کبک عربی از گونه‌های دیگر کبک‌های صخره بزرگتر است و طولش به ۴۱ سانتیمتر (۱۶ اینچ) می‌رسد. جنس نر و ماده آن شبیه هم هستند اما نر کمی بزرگتر است و وزنش به ۷۲۴ گرم (۲۵٫۵ اونس) می‌رسد ولی وزن ماده حدود ۵۲۲ گرم (۱۸٫۴ اونس) است. این پرنده از دانه‌ها و گیاهانی مانند بوف‌تاج تغذیه می‌کند.